# Tambach-Dietharz
Tambach-Dietharz est une ville allemande de l'arrondissement de Gotha, dans le Land de Thuringe. Elle est située au cœur de la forêt de Thuringe.

## Géographie

Situation de Tambach-Dietharz dans l'arrondissement de Gotha

Tambach-Dietharz est située dans le sud de l'arrondissement de Gotha, à la limite avec l'arrondissement de Schmalkalden-Meiningen, à 22,5 km au sud de Gotha, le chef-lieu de l'arrondissement. La ville se trouve au confluent des rivières Apfelstädt et Schmalwasser sur lesquelles sont construits deux importants barrages à quelques kilomètres en amont de Tambach-Dietharz.
Communes limitrophes (en commençant par le nord et dans le sens des aiguilles d'une montre) : Georgenthal, Gräfenhain, Oberschönau, Unterschönau, Rotterode et Floh-Seligenthal.

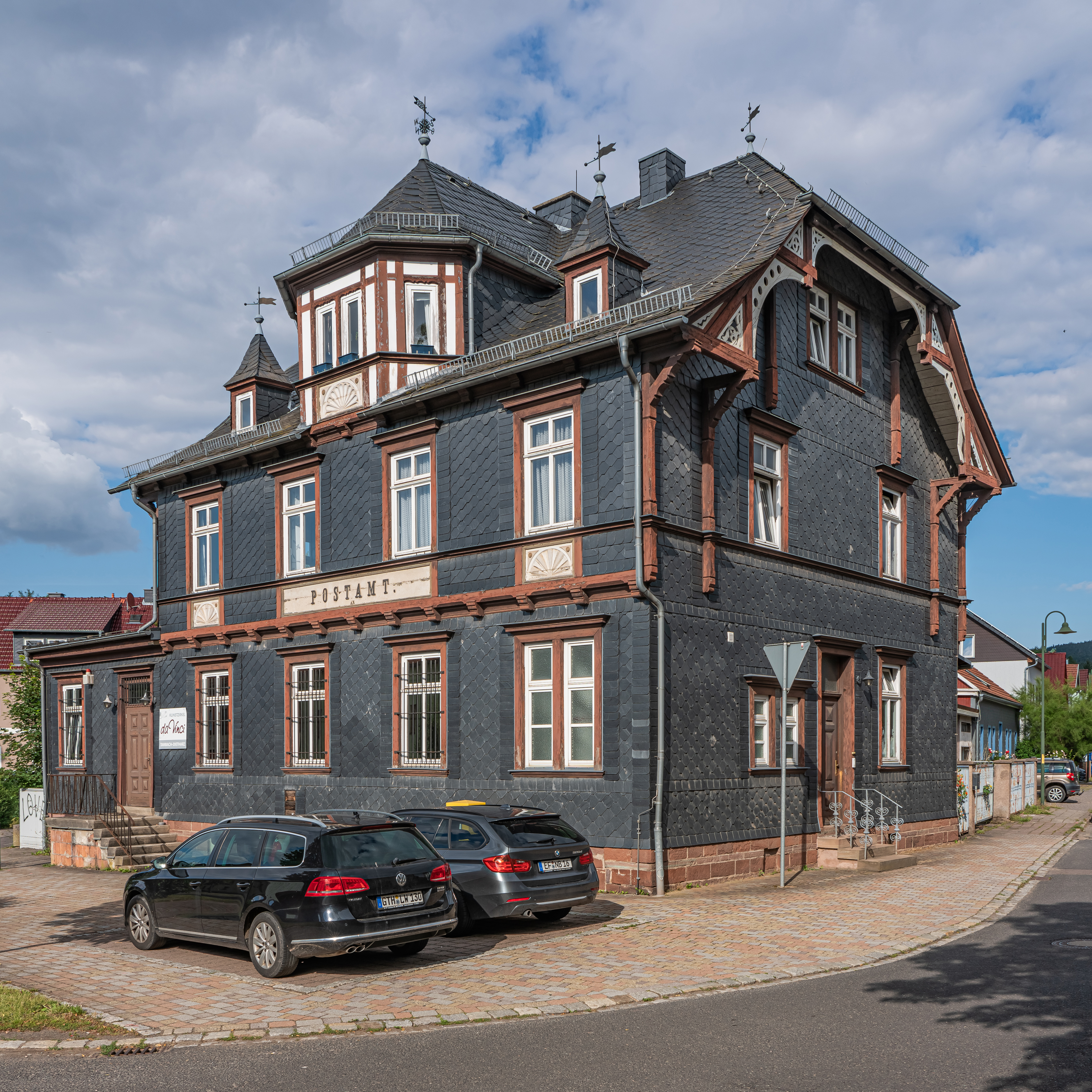
Ancien bureau de poste

## Histoire
Situé sur une route traversant la forêt de Thuringe et unissant la Thuringe et la Franconie, Tambach-Dietharz devait sans doute exister dès le X ou XIe siècle. La première mention du village de Tambach date de 1251 et de 1246 pour celui de Dietharz.
Le château de Waldenfels était situé près de Tambach. En 1265, le bailli en était le chevalier Eikehard de Hochheim (Hochheim (Thuringe)), on peut penser que son fils, Maître Eckhart, célèbre philosophe et théologien, y est né en 1260.
Le village de Dietharz fut détruit en 1691 et reconstruit par un impôt spécial levé par les ducs de Saxe-Gotha auxquels appartenait le village. Les deux villages faisaient partie du duché de Saxe-Cobourg-Gotha et plus précisément de l'arrondissement d'Ohrdruf. Le barrage de Tambach-Dietharz est inauguré en 1905, il sera reconstruit entre 1987 et 1991.
Après la disparition du duché, les deux villages sont unis en 1919 et obtiennent en 1925 les droits de ville.
Pendant la Seconde Guerre mondiale, plus de 300 travailleurs forcés russes sont employés dans les sociétés Hopf et Fritz Braun.
En 1949, comme le reste de la Thuringe, la ville est intégrée à la République démocratique allemande.
La ligne ferroviaire reliant Tambach-Dietharz à Georgenthal est fermée en 1995, car trop vétuste. En 1997, le barrage de Schmalwasser d'une hauteur de 80,7 m et doté d'un lac de retenue de 21 millions de m3, est inauguré après quatre ans de travaux.

## Démographie
| 1910  | 1925  | 1933  | 1938  | 1995  | 2000  | 2005  | 2010  |
| ----- | ----- | ----- | ----- | ----- | ----- | ----- | ----- |
| 3 990 | 4 613 | 4 583 | 4 836 | 4 439 | 4 522 | 4 352 | 4 126 |

## Politique

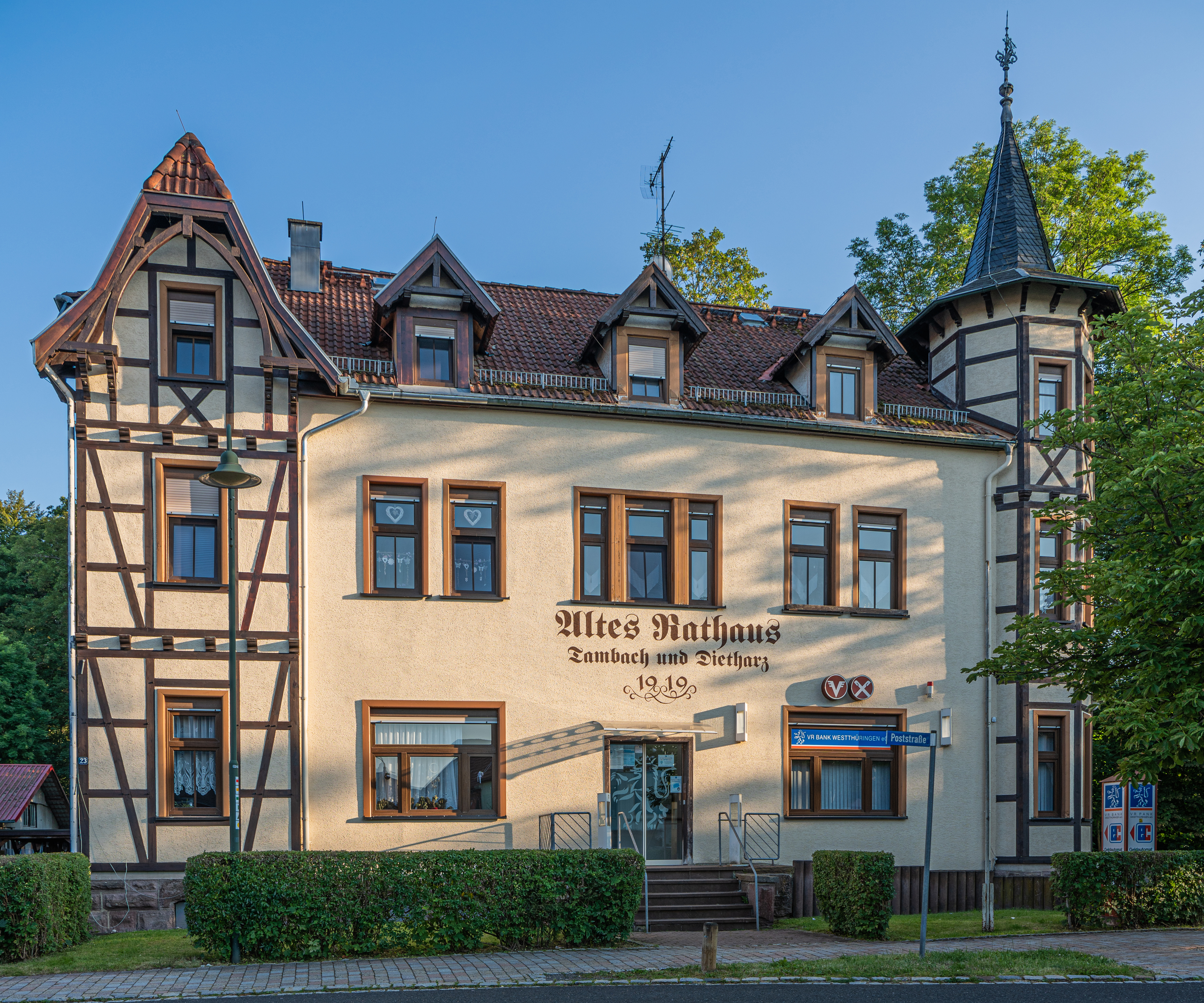
Ancien hôtel de ville

Aux élections du 7 mai 2006, Harald Wrona, alors au SPD était élu maire, il a maintenant une étiquette FDP.
Les élections municipales de 2009 ont donné les résultats suivants :
| Parti     | Nombre de conseillers | Pourcentage de voix |
| --------- | --------------------- | ------------------- |
| FWTD      | 5                     | 28,8 %              |
| FDP       | 3                     | 21,0 %              |
| SPD       | 3                     | 18,5 %              |
| CDU       | 2                     | 12,8 %              |
| Die Linke | 1                     | 7,5 %               |
| PRO TD    | 1                     | 7,0 %               |
| BI/SG     | 1                     | 4,5 %               |

## Communications
Tambach-Dietharz est située sur la route régionale L1028 qui se dirige au nord vers Georgenthal et Gotha et au sud vers Floh-Seligenthal.

## Personnalités
Tamabch-Dietharz a donné naissance à plusieurs champions allemands de biathlon :
- Karl-Heinz Menz (1949- ) ;
- Matthias Jacob, (1960- ) ;
- Steffen Hoos, (1968- ).